# Мастоцит
Мастоцити (од немачког die Mast, што значи гојење, товљење) или Ерлихове ћелије су крупне лутајуће ћелије везивног ткива, које се стварају у коштаној сржи и крвљу доспевају до везивног ткива. Главна особина су им крупне и бројне грануле обавијене мембраном. Мастоцити су присутни код свих кичмењака, а њима аналогне ћелије постоје и код најпримитивнијих бескичмењака. 

## Подела
Мастоцити су хетерогена група ћелија не само између врста, већ и код исте врсте. Уобичајено је да се ове ћелије групишу на основу хистохемијских и биохемијских карактеристика на везивно-ткивне (у чијим се гранулама налази хепарин) и мукозне мастоците дигестивног и респираторног тракта (које у гранулама садрже хистамин). Подела:
- Типични везивно-ткивни мастоцити (ЦТМЦ) су лоцирани близу малих крвних судова, већи су од 20 микрометара, имају хистамин у количини која је већа од 20пг по ћелији. Супстанце као што су полимиксин, 48/80 и опиати доводе до дегранулације ових ћелија.
- Мукозни мастоцити (ММЦ) су бројни у мукози гастроинтестиналног тракта мада се могу видети у свим његовим слојевима. Промер ових ћелија је мањи од 10 микрометара, а количина хистамина у њиховим гранулама је мања од 2 пг по ћелији. Поллимиксин, опиати и супстанца 48/80 не проузрокују дегранулацију ових ћелија.

## Морфологија
Мастоцити су велике овоидне ћелије са централно постављеним нуклеусом и бројним базофилним гранулама у цитоплазми које се могу идентификовати употребом специјалних фиксатива. У гранулама се налазе бројне вазоактивне и имунореактивне супстанце:
1. хистамин који повећава пермеабилност крвних судова и на тај начин проузрокује едему околном ткиву,
2. антикоагулантни фактор хепарин,
3. еозинофилни хемотактични фактор анафилаксе (ЕЦФ-А),
4. неутрофилни хемотактични фактор (НЦФ-А), ПАФ,
5. серотонин, триптазе, химазе итд.

Мастоцити воде порекло од ћелија костне сржи одакле путем циркулације долазе до везивног ткива и ту довршавају сазревање. И везивно-ткивни и мукозни мастоцити имају бројне рецепторе у ћелијској мембрани. Иако су по неким својим карактеристикама слични базофилним гранулоцитима крви, мастоцити су сасвим посебна врста ћелија.
Мастоцити повећавају имуни одговор, а у неким случајевима може доћи до неприкладног имуног одговора када долази до реакција преосетљивости чији је пример анафилактички шок. Реакцију преосетљивости изазивају раличити антигени, означени као алергени.